# صانع الملوك
صانع الملوك هو شخص أو مجموعة من الأشخاص لها تأثير كبير في خلافة الحاكم الملكي أو السياسي، دون أن يكون ذلك الشخص أو تلك المجموعة مرشحين بأنفسهم لأي من المناصب التي يؤثرون بها. وقد يسعى صانعو الملوك تحقيقاً لذلك الغرض إلى استخدام الوسائل السياسية والنقدية المالية والدينية والعسكرية للتأثير في الخلافة. وقد ظهر المصطلح في البداية للإشارة إلى أنشطة ريتشارد نيفيل ، إيرل وارويك السادس عشر - الذي أطلق عليه لقب «وارويك صانع الملوك» - في أثناء حرب الوردتين التي شهدتها إنجلترا في الأعوام (1455-1487).